# Trocnov
Trocnov – wieś w Czechach w powiecie Czeskie Budziejowice, gminie Borovany. Miejscowość znajduje się 3,5 km na zachód od Borovan. We wsi jest 55 domów. Z Trocnova pochodził Jan Žižka.